# Elim (Pennsilvània)
Elim és una concentració de població designada pel cens dels Estats Units a l'estat de Pennsilvània. Segons el cens del 2000 tenia 4.175 habitants.

## Demografia
Segons el cens del 2000, Elim tenia 4.175 habitants, 1.580 habitatges, i 1.072 famílies. La densitat de població era de 806 habitants per quilòmetre quadrat.
Dels 1.580 habitatges en un 23,6% hi vivien nens de menys de 18 anys, en un 57,2% hi vivien parelles casades, en un 7,7% dones solteres, i en un 32,1% no eren unitats familiars. En el 29,1% dels habitatges hi vivien persones soles el 16,3% de les quals corresponia a persones de 65 anys o més que vivien soles. El nombre mitjà de persones vivint en cada habitatge era de 2,26 i el nombre mitjà de persones que vivien en cada família era de 2,79.
Per edats la població es repartia de la següent manera: un 16,6% tenia menys de 18 anys, un 8,8% entre 18 i 24, un 23,4% entre 25 i 44, un 23,3% de 45 a 60 i un 27,9% 65 anys o més.
L'edat mediana era de 46 anys. Per cada 100 dones de 18 o més anys hi havia 84,8 homes.
La renda mediana per habitatge era de 36.484 $ i la renda mediana per família de 48.496 $. Els homes tenien una renda mediana de 30.794 $ mentre que les dones 27.188 $. La renda per capita de la població era de 18.345 $. Entorn del 6,8% de les famílies i el 7,7% de la població estaven per davall del llindar de pobresa.

## Poblacions més properes
El següent diagrama mostra les poblacions més properes.